# Neilonellidae
Neilonellidae zijn een familie van tweekleppigen uit de orde Nuculanida.

## Geslachten
- Neilonella Dall, 1881
- Pseudotindaria Sanders & Allen, 1977